# إدوارد الكسندر كولكوهون
إدوارد الكسندر كولكوهون هو سياسي كندي، ولد في 14 سبتمبر 1844، وتوفي في 16 نوفمبر 1904. نشط حزبياً في حزب أونتاريو المحافظ التقدمي.